# Eredivisie
La Eredivisie —literalmente en neerlandés «División de Honor» o «División Premier»—, también conocida como División de Honor de los Países Bajos (Nederlandse Eredivisie), es la máxima categoría del sistema de Ligas de fútbol de los Países Bajos, organizada por la Real Asociación de Fútbol de los Países Bajos (KNVB). Comenzó a disputarse en la temporada 1956-57, dos años después de la profesionalización del fútbol neerlandés.
El primer Campeonato Nacional se celebró con la temporada 1888-89 con siete clubes procedentes de Ámsterdam, La Haya, Haarlem y Róterdam. Durante la primera mitad del siglo XX se utilizó un formato basado en divisiones regionales, cuyos campeones se enfrentarían todos contra todos en una liguilla final por el título. Como organizadora, la KNVB apostó por un modelo estrictamente amateur hasta que en 1953 varios clubes fundaron un campeonato profesional paralelo. Finalmente ambas partes llegarían a un acuerdo: la federación asumió el profesionalismo en 1954, y dos años más tarde reestructuró el sistema al modelo actual.
Aunque hasta 53 equipos han participado al menos durante una temporada, solo ocho se han coronado campeones de liga. Los tres clubes más importantes de Países Bajos —A.F.C. Ajax, P.S.V. y Feyenoord Róterdam— han ganado la mayoría de ediciones desde 1965, si bien su dominio ha sido discutido recientemente por otros equipos como el Alkmaar Zaanstreek y el F. C. Twente.

## Historia

### Antecedentes

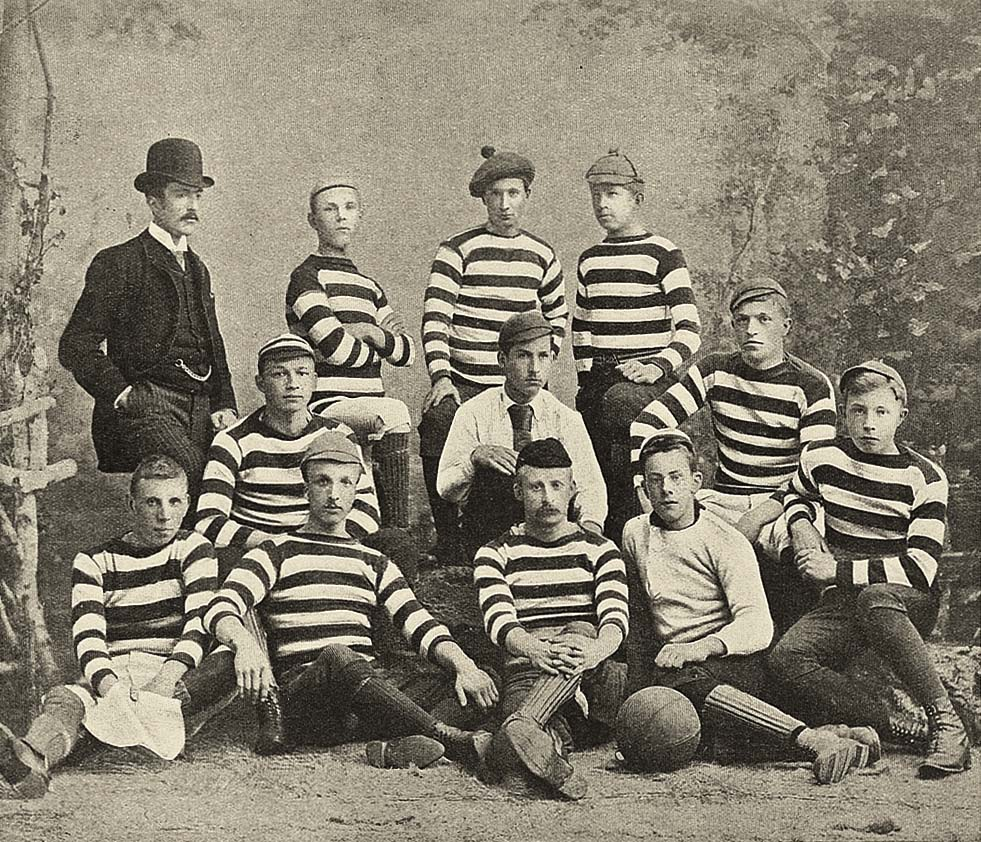
El Koninklijke H. F. C. de Haarlem (1887) está considerado el club de fútbol más antiguo de los Países Bajos.

Antes de crearse la Eredivisie, la principal liga de fútbol en los Países Bajos era el Campeonato Nacional (en neerlandés, Nederlands landskampioenschap). La primera edición correspondió a la temporada 1888-89 y contó con la participación de siete clubes: R. A. P. y V. V. A. (Ámsterdam), V. V. Concordia y Olympia (Róterdam), Koninklijke H. F. C. y Excelsior (Haarlem) y H. V. V. Den Haag (La Haya), siendo el VV Concordia el primer vencedor.
Las nueve primeras ediciones del Campeonato Nacional constaron de un grupo único para equipos del oeste del país. Sin embargo, a partir de la temporada 1897-98 se estableció un sistema de conferencias regionales; el líder de cada división se clasificaba para una final a ida y vuelta que depararía el campeón nacional. A medida que el número de participantes se incrementaba, el Campeonato fue incorporando nuevos grupos desde el curso 1902-03 y modificó la fase final por una liguilla entre los campeones de cada grupo. En la temporada 1917-18 se estableció una segunda categoría.
El fútbol neerlandés de la primera mitad del siglo XX estuvo marcado por un estricto amateurismo. Desde la década de 1920 se tiene constancia de que algunos equipos ofrecían compensaciones a sus mejores jugadores para retenerles. Sin embargo, la KNVB prohibía cualquier clase de pago al considerar el deporte una simple actividad recreativa. Ya en 1930, el guardameta Gerrit Keizer fue el primer neerlandés en irse al extranjero, si bien no inicialmente como profesional. En 1937, la Federación Neerlandesa inhabilitó al delantero Bep Bakhuys por aceptar un falso contrato profesional del VVV-Venlo, tras lo cual este terminaría marchándose al FC Metz francés. Siguieron sus pasos al extranjero otras estrellas como Gerrit Vreken, Faas Wilkes y Frans de Munck, en una situación que se mantendría hasta los años 1950.
Finalmente, hubo un acontecimiento que empujó hacia la profesionalización. Después de las inundaciones de 1953, varios futbolistas neerlandeses en el extranjero organizaron un amistoso contra la selección de Francia para recaudar fondos. Países Bajos venció a los galos por 2:1, en contraste con los malos resultados que el combinado Oranje obtenía con amateurs. A finales de ese año, 10 equipos crearon la Nederlandse Beroeps Voetbalbond (NBVB), un campeonato profesional paralelo que comenzaría en la temporada 1954-55. La KNVB trató de boicotearlo, pero ambas partes llegaron a un acuerdo en noviembre de 1954: la federación absorbería la nueva entidad, que cesaría de inmediato sus actividades, a cambio de aceptar el deporte profesional.

### Liga profesional
La temporada 1956-57 fue la primera de la División de Honor (Eredivisie), consistente en un grupo único de 18 equipos bajo sistema de todos contra todos. El año anterior se había disputado una campaña de transición para determinar quiénes jugarían en la máxima categoría. El campeón del sistema profesional fue el A. F. C. Ajax, que además será el primer club neerlandés en disputar la Copa de Europa.

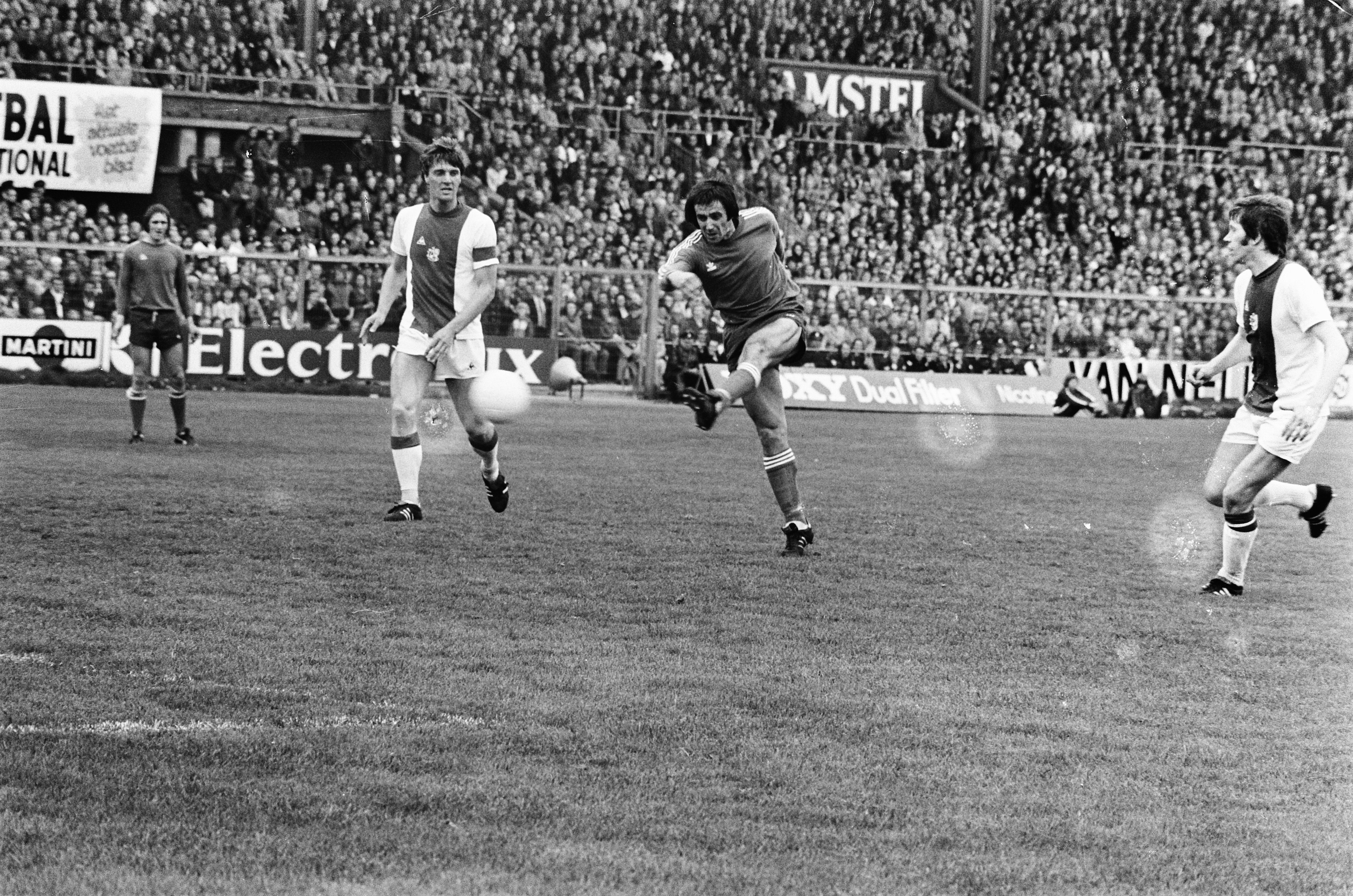
Lance de un encuentro de 1975 entre A. F. C. Ajax y P. S. V., los dos clubes neerlandeses más laureados.

El desarrollo de la Eredivisie fue paralelo al del fútbol neerlandés, convertido en una de las mayores potencias europeas en los años 1970 tras el éxito de la «naranja mecánica». El Feyenoord Róterdam de Ernst Happel fue el primer equipo neerlandés en ganar un título europeo, la Copa de Campeones de Europa 1969-70, tras deshacerse del Celtic FC con un gol de Ove Kindvall en la prórroga. No obstante, el gran representante de la época fue el A. F. C. Ajax dirigido por Rinus Michels y después por Ştefan Kovács, ambos impulsores del «fútbol total» característico de los Países Bajos. Bajo el liderazgo de Johan Cruyff, a quien muchos consideran el mejor futbolista de la historia del país, y otras estrellas como Johan Neeskens y Ruud Krol, el Ajax de Ámsterdam se proclamó campeón de seis Ligas y tres Copas de Europa consecutivas (1971, 1972, 1973). En 1978, el P. S. V. capitaneado por Willy van der Kuijlen obtuvo la Copa de la UEFA.
Otro efecto del profesionalismo fue la reducción del número de equipos. En algunas ciudades se produjeron fusiones entre clubes para crear un único representante local que pudiese competir en igualdad, caso del F. C. Twente (1965), Alkmaar Zaanstreek (1967), Fortuna Sittard (1968), F. C. Utrecht (1970), ADO Den Haag (1971) y F. C. Ámsterdam (1972). Otros quedaron relegados al fútbol amateur tras la supresión de la Segunda División (tercer nivel) a partir de la temporada 1971-72. Desde ese año, un club de categorías inferiores solo podía ascender al sistema profesional si era aceptado por la KNVB.
En los años 1980 se mantuvo la tendencia de dominio europeo, con un primer tramo para el A. F. C. Ajax de Marco van Basten y un segundo en el que irrumpió el P. S. V.. Este equipo, dirigido por Guus Hiddink, batió un récord en la Eredivisie al ganar el título de liga 1987-88 con 117 goles a favor, año en el que también conquistaron la Copa de Europa. El plantel en el que llegaron a jugar Eric Gerets, Ronald Koeman y Romario controlaría el torneo hasta finales de esa década, cuando el Ajax de Ámsterdam vivió una segunda etapa dorada a las órdenes de Louis van Gaal. Los de Ámsterdam firmaron en la temporada 1994-95 un triplete de Liga neerlandesa, Liga de Campeones y Copa Intercontinental.
La irrupción del Caso Bosman propició un aumento significativo del número de futbolistas extranjeros, así como la salida de los mejores futbolistas de la Eredivisie a otras ligas. En 2008-09, el Alkmaar Zaanstreek dio la sorpresa con un segundo título de liga, algo que no ocurría desde hacía 28 temporadas. Y en la temporada 2009-10, el F. C. Twente conquistó el primer título liguero de su historia. No obstante, los «tres grandes» del fútbol neerlandés —A. F. C. Ajax, P. S. V. y Feyenoord Róterdam— han vuelto a dominar el campeonato doméstico.

## Sistema de competición
La Eredivisie es un torneo organizado y regulado por la Real Federación de Fútbol de los Países Bajos (KNVB), conjuntamente con la Primera División (Eerste Divisie), la Copa de los Países Bajos y la Supercopa. Las únicas categorías profesionales del fútbol neerlandés son la Eredivisie y la Eerste Divisie.
La competición se disputa anualmente, empezando en el mes de agosto y terminando a mediados de mayo del siguiente año. Consta de un grupo único integrado por 18 clubes de fútbol. Siguiendo un sistema de liga, se enfrentarán todos contra todos en dos ocasiones: una en campo propio y otra en campo contrario, hasta disputarse un total de 34 jornadas. El orden de los encuentros se decide por sorteo antes de empezar.
La clasificación final se establece con arreglo a los puntos totales obtenidos por cada equipo al finalizar el campeonato. Los equipos obtienen tres puntos por cada partido ganado, un punto por cada empate y ningún punto por los partidos perdidos. Si al finalizar el campeonato dos equipos igualan a puntos, existen mecanismos de desempate:
1. El que tenga una mayor diferencia entre goles a favor y en contra, según el resultado de los partidos jugados entre ellos.
2. El que tenga la mayor diferencia de goles a favor, teniendo en cuenta todos los obtenidos y recibidos en el transcurso de la competición.
3. El club que haya marcado más goles.

El equipo que al final de las 34 jornadas sume más puntos, será el campeón nacional, y se clasificará a la Liga de Campeones de la UEFA.
El criterio de clasificación para competiciones —según el coeficiente UEFA— es el siguiente: el campeón de liga se clasifica para la Liga de Campeones de la UEFA desde la tercera fase previa, mientras que el subcampeón lo hace desde la segunda ronda. Por otro lado, se clasifican para la Liga Europa de la UEFA el campeón de la Copa de los Países Bajos (tercera ronda), el tercer clasificado (segunda ronda) y el vencedor de un play-off entre el cuarto y séptimo clasificados.
Los últimos dos clasificados descienden directamente a la Eerste Divisie, mientras que el antepenúltimo disputa una promoción contra uno, de los nueve clubes de la división inferior. La KNVB se reserva el derecho a rechazar participantes si estos no cumplen los criterios fijados por la organización.

## Historial
Para ver todos los campeones desde la etapa amateur, véase Historial de la Eredivisie
A pesar de que 53 equipos diferentes han disputado la Eredivisie a lo largo de su historia, hasta ahora solo han sido capaces de ganar el torneo ocho clubes: el Ajax de Ámsterdam, en 28 ocasiones; el PSV Eindhoven, en 21; el Feyenoord de Róterdam, en 11; el AZ Alkmaar, en dos y el DOS Utrecht, DWS Amsterdam, Sparta de Róterdam y Football Club Twente, en una.
| Temporada  | Campeón                                                | Subcampeón                                             | Tercero                                                | Notas                                                             |
| Eredivisie | Eredivisie                                             | Eredivisie                                             | Eredivisie                                             | Eredivisie                                                        |
| ---------- | ------------------------------------------------------ | ------------------------------------------------------ | ------------------------------------------------------ | ----------------------------------------------------------------- |
| 1956-57    | A. F. C. Ajax (1)                                      | Fortuna Sittard                                        | S. C. Enschede                                         |                                                                   |
| 1957-58    | V. V. DOS (1)                                          | S. C. Enschede                                         | A. F. C. Ajax                                          | Fue necesario un partido de desempate para decidir el campeón     |
| 1958-59    | Sparta Rotterdam (1)                                   | S. V. Roda J. C.                                       | Fortuna Sittard                                        |                                                                   |
| 1959-60    | A. F. C. Ajax (2)                                      | Feyenoord Róterdam                                     | F. C. Blauw-Wit Ámsterdam                              | Fue necesario un partido de desempate para decidir el campeón     |
| 1960-61    | Feyenoord Rotterdam (1)                                | A. F. C. Ajax                                          | VVV-Venlo                                              |                                                                   |
| 1961-62    | Feyenoord Rotterdam (2)                                | P. S. V.                                               | F. C. Blauw-Wit Ámsterdam                              |                                                                   |
| 1962-63    | P. S. V. (1)                                           | A. F. C. Ajax                                          | Sparta Róterdam                                        | Liga reducida a 16 equipos                                        |
| 1963-64    | A. F. C. DWS (1)                                       | P. S. V.                                               | S. C. Enschede                                         |                                                                   |
| 1964-65    | Feyenoord Rotterdam (3)                                | A. F. C. DWS                                           | ADO Den Haag                                           |                                                                   |
| 1965-66    | A. F. C. Ajax (3)                                      | Feyenoord Róterdam                                     | ADO Den Haag                                           |                                                                   |
| 1966-67    | A. F. C. Ajax (4)                                      | Feyenoord Róterdam                                     | Sparta Róterdam                                        | Liga ampliada a 18 equipos. Mayor registro goleador de un campeón |
| 1967-68    | A. F. C. Ajax (5)                                      | Feyenoord Róterdam                                     | Go Ahead Eagles                                        |                                                                   |
| 1968-69    | Feyenoord Rotterdam (4)                                | A. F. C. Ajax                                          | F. C. Twente                                           |                                                                   |
| 1969-70    | A. F. C. Ajax (6)                                      | Feyenoord Róterdam                                     | P. S. V.                                               |                                                                   |
| 1970-71    | Feyenoord Rotterdam (5)                                | A. F. C. Ajax                                          | ADO Den Haag                                           |                                                                   |
| 1971-72    | A. F. C. Ajax (7)                                      | Feyenoord Róterdam                                     | F. C. Twente                                           |                                                                   |
| 1972-73    | A. F. C. Ajax (8)                                      | Feyenoord Róterdam                                     | F. C. Twente                                           |                                                                   |
| 1973-74    | Feyenoord Rotterdam (6)                                | F. C. Twente                                           | A. F. C. Ajax                                          |                                                                   |
| 1974-75    | P. S. V. (2)                                           | Feyenoord Róterdam                                     | A. F. C. Ajax                                          |                                                                   |
| 1975-76    | P. S. V. (3)                                           | Feyenoord Róterdam                                     | A. F. C. Ajax                                          |                                                                   |
| 1976-77    | A. F. C. Ajax (9)                                      | P. S. V.                                               | Alkmaar Zaanstreek                                     |                                                                   |
| 1977-78    | P. S. V. (4)                                           | A. F. C. Ajax                                          | Alkmaar Zaanstreek                                     |                                                                   |
| 1978-79    | A. F. C. Ajax (10)                                     | Feyenoord Róterdam                                     | P. S. V.                                               |                                                                   |
| 1979-80    | A. F. C. Ajax (11)                                     | Alkmaar Zaanstreek                                     | P. S. V.                                               |                                                                   |
| 1980-81    | Alkmaar Zaanstreek (1)                                 | A. F. C. Ajax                                          | F. C. Utrecht                                          |                                                                   |
| 1981-82    | A. F. C. Ajax (12)                                     | P. S. V.                                               | Alkmaar Zaanstreek                                     |                                                                   |
| 1982-83    | A. F. C. Ajax (13)                                     | Feyenoord Róterdam                                     | P. S. V.                                               |                                                                   |
| 1983-84    | Feyenoord Rotterdam (7)                                | P. S. V.                                               | A. F. C. Ajax                                          |                                                                   |
| 1984-85    | A. F. C. Ajax (14)                                     | P. S. V.                                               | Feyenoord Róterdam                                     |                                                                   |
| 1985-86    | P. S. V. (5)                                           | A. F. C. Ajax                                          | Feyenoord Róterdam                                     |                                                                   |
| 1986-87    | P. S. V. (6)                                           | A. F. C. Ajax                                          | Feyenoord Róterdam                                     |                                                                   |
| 1987-88    | P. S. V. (7)                                           | A. F. C. Ajax                                          | F. C. Twente                                           |                                                                   |
| 1988-89    | P. S. V. (8)                                           | A. F. C. Ajax                                          | F. C. Twente                                           | Récord de campeonatos consecutivos                                |
| 1989-90    | A. F. C. Ajax (15)                                     | P. S. V.                                               | F. C. Twente                                           | Ajax no pudo disputar la Copa de Europa por sanción               |
| 1990-91    | P. S. V. (9)                                           | A. F. C. Ajax                                          | F. C. Groningen                                        |                                                                   |
| 1991-92    | P. S. V. (10)                                          | A. F. C. Ajax                                          | Feyenoord Róterdam                                     |                                                                   |
| 1992-93    | Feyenoord Rotterdam (8)                                | P. S. V.                                               | A. F. C. Ajax                                          |                                                                   |
| 1993-94    | A. F. C. Ajax (16)                                     | Feyenoord Róterdam                                     | P. S. V.                                               |                                                                   |
| 1994-95    | A. F. C. Ajax (17)                                     | S. V. Roda J. C.                                       | P. S. V.                                               | Campeón invicto                                                   |
| 1995-96    | A. F. C. Ajax (18)                                     | P. S. V.                                               | Feyenoord Róterdam                                     |                                                                   |
| 1996-97    | P. S. V. (11)                                          | Feyenoord Róterdam                                     | F. C. Twente                                           |                                                                   |
| 1997-98    | A. F. C. Ajax (19)                                     | P. S. V.                                               | S. B. V. Vitesse                                       |                                                                   |
| 1998-99    | Feyenoord Rotterdam (9)                                | Willem II Tilburg                                      | P. S. V.                                               |                                                                   |
| 1999-00    | P. S. V. (12)                                          | S. C. Heerenveen                                       | Feyenoord Róterdam                                     |                                                                   |
| 2000-01    | P. S. V. (13)                                          | Feyenoord Róterdam                                     | A. F. C. Ajax                                          |                                                                   |
| 2001-02    | A. F. C. Ajax (20)                                     | P. S. V.                                               | Feyenoord Róterdam                                     |                                                                   |
| 2002-03    | P. S. V. (14)                                          | A. F. C. Ajax                                          | Feyenoord Róterdam                                     |                                                                   |
| 2003-04    | A. F. C. Ajax (21)                                     | P. S. V.                                               | Feyenoord Róterdam                                     |                                                                   |
| 2004-05    | P. S. V. (15)                                          | A. F. C. Ajax                                          | Alkmaar Zaanstreek                                     |                                                                   |
| 2005-06    | P. S. V. (16)                                          | Alkmaar Zaanstreek                                     | Feyenoord Róterdam                                     |                                                                   |
| 2006-07    | P. S. V. (17)                                          | A. F. C. Ajax                                          | Alkmaar Zaanstreek                                     |                                                                   |
| 2007-08    | P. S. V. (18)                                          | A. F. C. Ajax                                          | N. A. C. Breda                                         | Récord de campeonatos consecutivos igualado                       |
| 2008-09    | Alkmaar Zaanstreek (2)                                 | F. C. Twente                                           | A. F. C. Ajax                                          |                                                                   |
| 2009-10    | F. C. Twente (1)                                       | A. F. C. Ajax                                          | P. S. V.                                               |                                                                   |
| 2010-11    | A. F. C. Ajax (22)                                     | F. C. Twente                                           | P. S. V.                                               |                                                                   |
| 2011-12    | A. F. C. Ajax (23)                                     | Feyenoord Róterdam                                     | P. S. V.                                               |                                                                   |
| 2012-13    | A. F. C. Ajax (24)                                     | P. S. V.                                               | Feyenoord Róterdam                                     |                                                                   |
| 2013-14    | A. F. C. Ajax (25)                                     | Feyenoord Róterdam                                     | F. C. Twente                                           | Récord de campeonatos consecutivos igualado                       |
| 2014-15    | P. S. V. (19)                                          | A. F. C. Ajax                                          | Feyenoord Róterdam                                     |                                                                   |
| 2015-16    | P. S. V. (20)                                          | A. F. C. Ajax                                          | Feyenoord Róterdam                                     |                                                                   |
| 2016-17    | Feyenoord Rotterdam (10)                               | A. F. C. Ajax                                          | P. S. V.                                               |                                                                   |
| 2017-18    | P. S. V. (21)                                          | A. F. C. Ajax                                          | Alkmaar Zaanstreek                                     |                                                                   |
| 2018-19    | A. F. C. Ajax (26)                                     | P. S. V.                                               | Feyenoord Róterdam                                     |                                                                   |
| 2019-20    | Temporada cancelada debido a la pandemia del COVID-19. | Temporada cancelada debido a la pandemia del COVID-19. | Temporada cancelada debido a la pandemia del COVID-19. | Temporada cancelada debido a la pandemia del COVID-19.            |
| 2020-21    | A. F. C. Ajax (27)                                     | P. S. V.                                               | Alkmaar Zaanstreek                                     |                                                                   |
| 2021-22    | A. F. C. Ajax (28)                                     | P. S. V.                                               | Feyenoord Róterdam                                     |                                                                   |
| 2022-23    | Feyenoord Róterdam (11)                                | P. S. V.                                               | A. F. C. Ajax                                          |                                                                   |
| 2023-24    | P. S. V. (22)                                          | Feyenoord Róterdam                                     | F. C. Twente                                           | Mayor puntuación de un campeón                                    |
| 2024-25    | P. S. V. (23)                                          | A. F. C. Ajax                                          | Feyenoord Róterdam                                     |                                                                   |

## Palmarés
| Club                 | Títulos | Subtítulos | Años de los campeonatos |
| -------------------- | ------- | ---------- | --- |
| Ámsterdam F. C. Ajax | 28      | 22         | 1957, 1960, 1966, 1967, 1968, 1970, 1972, 1973, 1977, 1979, 1980, 1982, 1983, 1985, 1990, 1994, 1995, 1996, 1998, 2002, 2004, 2011, 2012, 2013, 2014, 2019, 2021, 2022. |
| Philips S. V.        | 23      | 17         | 1963, 1975, 1976, 1978, 1986, 1987, 1988, 1989, 1991, 1992, 1997, 2000, 2001, 2003, 2005, 2006, 2007, 2008, 2015, 2016, 2018, 2024, 2025                                |
| Feyenoord Rotterdam  | 11      | 17         | 1961, 1962, 1965, 1969, 1971, 1974, 1984, 1993, 1999, 2017, 2023 |
| Alkmaar Zaanstreek   | 2       | 2          | 1981, 2009 |
| F. C. Twente         | 1       | 2          | 2010 |
| A. F. C. DWS         | 1       | 1          | 1964 |
| V. V. DOS †          | 1       | –          | 1958 |
| Sparta Rotterdam     | 1       | –          | 1959 |

- † Equipo desaparecido.

### Palmarés histórico de Primera División
Un total de once clubes han obtenido al menos un título de la máxima categoría del fútbol neerlandés, habiendo conseguido todos ellos repetir el título en al menos otras dos ocasiones.
Nota: indicados en negrita los campeonatos de la Eredivise.
| Club                 | Títulos | Subtítulos | Años de los campeonatos |
| -------------------- | ------- | ---------- | --- |
| A. F. C. Ajax        | 36      | 25         | 1918, 1919, 1931, 1932, 1934, 1937, 1939, 1947, 1957, 1960, 1966, 1967, 1968, 1970, 1972, 1973, 1977, 1979, 1980, 1982, 1983, 1985, 1990, 1994, 1995, 1996, 1998, 2002, 2004, 2011, 2012, 2013, 2014, 2019, 2021, 2022 |
| P. S. V.             | 26      | 15         | 1929, 1935, 1951, 1963, 1975, 1976, 1978, 1986, 1987, 1988, 1989, 1991, 1992, 1997, 2000, 2001, 2003, 2005, 2006, 2007, 2008, 2015, 2016, 2018, 2024, 2025                                                             |
| Feyenoord Rotterdam  | 16      | 22         | 1924, 1928, 1936, 1938, 1940, 1961, 1962, 1965, 1969, 1971, 1974, 1984, 1993, 1999, 2017, 2023 |
| H. V. V. Den Haag    | 10      | 1          | 1891, 1896, 1900, 1901, 1902, 1903, 1905, 1907, 1910, 1914 |
| Sparta Rotterdam     | 6       | 1          | 1909, 1911, 1912, 1913, 1915, 1959 |
| R. A. P. Ámsterdam † | 5       | 3          | 1892, 1894, 1897, 1898, 1899 |
| Go Ahead Eagles      | 4       | 5          | 1917, 1922, 1930, 1933 |
| Koninklijke H. F. C. | 3       | 3          | 1890, 1893, 1895 |
| Willem II Tilburg    | 3       | 1          | 1916, 1952, 1955 |
| H. B. S. Craeyenhout | 3       | –          | 1904, 1906, 1925 |
| Alkmaar Zaanstreek   | 2       | 2          | 1981, 2009 |
| A. F. C. DWS         | 1       | 1          | 1964 |
| V. V. DOS †          | 1       | –          | 1958 |
| F. C. Twente         | 1       | –          | 2010 |

- † Equipo desaparecido.

## Estadísticas

### Clasificación histórica
Los únicos tres clubes que han estado presentes en todas las ediciones de la competición son el A. F. C. Ajax, P. S. V. y Feyenoord Róterdam.
| Pos |  | Club                | Temp. | Puntos | PJ   | PG   | PE  | PP  | Títulos |
| --- |  | ------------------- | ----- | ------ | ---- | ---- | --- | --- | ------- |
| 1   |  | A. F. C. Ajax       | 61    | 4455   | 2058 | 1360 | 375 | 323 | 28      |
| 2   |  | P. S. V.            | 61    | 4181   | 2058 | 1246 | 443 | 369 | 21      |
| 3   |  | Feyenoord Rotterdam | 61    | 3982   | 2058 | 1168 | 478 | 412 | 10      |
| 4   |  | F. C. Twente        | 51    | 2764   | 1730 | 766  | 466 | 498 | 1       |
| 5   |  | Sparta Rotterdam    | 52    | 2328   | 1752 | 612  | 492 | 648 | 1       |
| 6   |  | F. C. Utrecht       | 47    | 2174   | 1598 | 589  | 407 | 602 | 1       |
| 7   |  | S. V. Roda J. C.    | 43    | 2049   | 1462 | 555  | 384 | 522 | -       |
| 8   |  | N. A. C. Breda      | 48    | 1970   | 1620 | 515  | 425 | 680 | -       |
| 9   |  | Alkmaar Zaanstreek  | 39    | 2011   | 1326 | 559  | 334 | 433 | 2       |
| 10  |  | ADO Den Haag        | 43    | 1798   | 1446 | 476  | 370 | 600 | -       |

### Tabla histórica de goleadores
El máximo goleador histórico de la competición es el neerlandés Willy van der Kuijlen, con un total de 311 goles. De esta cifra, conseguiría 308 tantos defendiendo la camiseta del P. S. V., en el que militó desde 1964 hasta 1981, mientras que los tres restantes fueron en su última temporada profesional, en el M. V. V. Maastricht. El resto del podio lo ocupan sus compatriotas Ruud Geels (266 goles) y Johan Cruyff (215 goles).
Si se tuvieran en cuenta los goles de una sola temporada, el mejor registro corresponde al neerlandés Coen Dillen, quien en la temporada inaugural de la Eredivisie logró 43 tantos.
El campeonato concede un premio al máximo goleador de cada edición. El jugador que más veces lo ha conquistado ha sido Ruud Geels, un total de 5 ocasiones, seguido por Marco van Basten (4 veces) y Dennis Bergkamp, Mateja Kezman, Ove Kindvall, Willy van der Kuijlen y Romario (3 veces).
El récord al máximo goleador en un mismo partido corresponde a Afonso Alves (S. C. Heerenveen), quien le marcó siete goles al Heracles Almelo (9:0) en 2007. La anterior marca era de Marco van Basten, seis goles ante el Sparta Róterdam (9:0) en 1985.
Cabe destacar también a los citados Geels y Van der Kuijlen, quienes son dos de los jugadores que más goles han anotado en las máximas categorías del fútbol europeo, con 319 y 311 goles respectivamente, siendo los neerlandeses mejor posicionados en el registro.
Nota: Contabilizados los partidos y goles según actas oficiales. En negrita, futbolistas en activo en la competición.
| \| Pos. \| Jugador \| G. \| Part. \| Debut \| Equipo debut \| Otros clubes \| \| ---- \| --------------------- \| --- \| ----- \| ------- \| ------------------------ \| ------------------------------------------------------------------------------------------------------- \| \| 1 \| Willy van der Kuijlen \| 311 \| 544 \| 1964-65 \| P. S. V. (308) \| M. V. V. Maastricht (3) \| \| 2 \| Ruud Geels \| 266 \| 420 \| 1966-67 \| S. C. Telstar (5) \| Feyenoord Róterdam (46), Go Ahead Eagles (35), A. F. C. Ajax (123), Sparta Róterdam (35), P. S. V. (15) \| \| 3 \| Johan Cruyff \| 215 \| 308 \| 1964-65 \| A. F. C. Ajax (204) \| Feyenoord Róterdam (11) \| \| 4 \| Kees Kist \| 212 \| 442 \| 1972-73 \| Alkmaar Zaanstreek (212) \| \| \| 5 \| Tonny van der Linden \| 208 \| 456 \| 1956-57 \| U. S. V. Elinkwijk (208) \| \| \| 6 \| Henk Groot \| 196 \| 278 \| 1959-60 \| A. F. C. Ajax (162) \| Feyenoord Róterdam (34) \| \| 7 \| Peter Houtman \| 180 \| 339 \| 1951-52 \| Feyenoord Róterdam (84) \| F. C. Groningen (78), Sparta Róterdam (16), ADO Den Haag (2) \| \| 8 \| Sjaak Swart \| 175 \| 463 \| 1959-60 \| A. F. C. Ajax (175) \| \| \| 9 \| Leo van Veen \| 174 \| 555 \| 1943-44 \| V. V. DOS (21) \| F. C. Utrecht (153), A. F. C. Ajax (0) \| \| 10 \| Luuk de Jong \| 164 \| 289 \| 2008- \| De Graafschap (3) \| F. C. Twente (39), P. S. V. (122) \| \| 11 \| Cor van der Gĳp \| 161 \| 233 \| 1971-72 \| Feyenoord Róterdam (161) \| \| \| 12 \| Wim Kieft \| 158 \| 266 \| 1979-80 \| A. F. C. Ajax (69) \| P. S. V. (89) \| \| 13 \| Klaas-Jan Huntelaar \| 154 \| 233 \| 2002-03 \| P. S. V. (0) \| V. B. V. De Graafschap (0), S. C. Heerenveen (33), A. F. C. Ajax (121) \| \| 14 \| Dirk Kuyt \| 153 \| 323 \| 1998-99 \| F. C. Utrecht (51) \| Feyenoord Róterdam (102) \| \| 15 \| Hallvar Thoresen \| 152 \| 314 \| 1976-77 \| F. C. Twente (46) \| P. S. V. (106) \| \| 16 \| Henk Bosveld \| 152 \| 345 \| 1959-60 \| S. C. Enschede (43) \| Sparta Róterdam (94), S. B. V. Vitesse (15) \| Estadísticas actualizadas hasta el 13 de enero de 2023. |                       |     |       |         |                          | |
| Pos. | Jugador               | G.  | Part. | Debut   | Equipo debut             | Otros clubes                                                                                            |
| 1 | Willy van der Kuijlen | 311 | 544   | 1964-65 | P. S. V. (308)           | M. V. V. Maastricht (3)                                                                                 |
| 2 | Ruud Geels            | 266 | 420   | 1966-67 | S. C. Telstar (5)        | Feyenoord Róterdam (46), Go Ahead Eagles (35), A. F. C. Ajax (123), Sparta Róterdam (35), P. S. V. (15) |
| 3 | Johan Cruyff          | 215 | 308   | 1964-65 | A. F. C. Ajax (204)      | Feyenoord Róterdam (11)                                                                                 |
| 4 | Kees Kist             | 212 | 442   | 1972-73 | Alkmaar Zaanstreek (212) | |
| 5 | Tonny van der Linden  | 208 | 456   | 1956-57 | U. S. V. Elinkwijk (208) | |
| 6 | Henk Groot            | 196 | 278   | 1959-60 | A. F. C. Ajax (162)      | Feyenoord Róterdam (34)                                                                                 |
| 7 | Peter Houtman         | 180 | 339   | 1951-52 | Feyenoord Róterdam (84)  | F. C. Groningen (78), Sparta Róterdam (16), ADO Den Haag (2)                                            |
| 8 | Sjaak Swart           | 175 | 463   | 1959-60 | A. F. C. Ajax (175)      | |
| 9 | Leo van Veen          | 174 | 555   | 1943-44 | V. V. DOS (21)           | F. C. Utrecht (153), A. F. C. Ajax (0)                                                                  |
| 10 | Luuk de Jong          | 164 | 289   | 2008-   | De Graafschap (3)        | F. C. Twente (39), P. S. V. (122)                                                                       |
| 11 | Cor van der Gĳp       | 161 | 233   | 1971-72 | Feyenoord Róterdam (161) | |
| 12 | Wim Kieft             | 158 | 266   | 1979-80 | A. F. C. Ajax (69)       | P. S. V. (89)                                                                                           |
| 13 | Klaas-Jan Huntelaar   | 154 | 233   | 2002-03 | P. S. V. (0)             | V. B. V. De Graafschap (0), S. C. Heerenveen (33), A. F. C. Ajax (121)                                  |
| 14 | Dirk Kuyt             | 153 | 323   | 1998-99 | F. C. Utrecht (51)       | Feyenoord Róterdam (102)                                                                                |
| 15 | Hallvar Thoresen      | 152 | 314   | 1976-77 | F. C. Twente (46)        | P. S. V. (106)                                                                                          |
| 16 | Henk Bosveld          | 152 | 345   | 1959-60 | S. C. Enschede (43)      | Sparta Róterdam (94), S. B. V. Vitesse (15)                                                             |

### Jugadores con más partidos
El jugador que más partidos ha disputado en la Eredivisie es el guardameta Pim Doesburg, en activo desde 1962 hasta 1987 con un total de 687 partidos. Toda su trayectoria profesional estuvo repartida entre el Sparta Róterdam y el P. S. V., siendo este último club en el que conseguiría todos sus títulos. Por detrás se encuentran dos porteros más: Jan Jongbloed (684 partidos) y Piet Schrijvers (576 partidos).
En lo que respecta a futbolistas que solamente han militado en un club, Sander Boschker ha jugado un total de 561 partidos en el F. C. Twente desde 1989 hasta 2014. Si bien tuvo un paso fugaz por el A. F. C. Ajax en 2003, nunca llegaría a disputar un solo encuentro oficial con los de Ámsterdam.
Nota: En negrita futbolistas en activo en la categoría durante la campaña 2016-17.
| \| Pos. \| Jugador \| Part. \| Temp. \| Equipo de debut \| Otros clubes \| \| ---- \| --------------------- \| ----- \| ----------- \| ------------------ \| -------------------------------------------------- \| \| 1 \| Pim Doesburg \| 687 \| 1962 - 1987 \| Sparta Róterdam \| P. S. V. \| \| 2 \| Jan Jongbloed \| 684 \| 1959 - 1986 \| A. F. C. DWS \| F. C. Ámsterdam, S. V. Roda J. C., Go Ahead Eagles \| \| 3 \| Piet Schrijvers \| 576 \| 1966 - 1985 \| F. C. Twente \| A. F. C. Ajax, PEC Zwolle \| \| 4 \| Sander Boschker \| 561 \| 1989 - 2014 \| F. C. Twente \| \| \| 5 \| Eddy Treijtel \| 554 \| 1964 - 1985 \| Feyenoord Róterdam \| Alkmaar Zaanstreek \| \| 6 \| Willy van der Kuijlen \| 544 \| 1964 - 1982 \| P. S. V. \| M. V. V. Maastricht \| \| 7 \| Danny Blind \| 537 \| 1979 - 1999 \| Sparta Róterdam \| A. F. C. Ajax \| \| 8 \| Edward Metgod \| 519 \| 1979 - 1997 \| H. F. C. Haarlem \| Sparta Róterdam \| \| 9 \| Willy van de Kerkhof \| 512 \| 1970 - 1988 \| F. C. Twente \| P. S. V. \| \| 10 \| Aad Mansveld \| 505 \| 1964 - 1982 \| ADO Den Haag \| Feyenoord Róterdam, F. C. Utrecht \| Estadísticas actualizadas hasta fin de temporada 2016-17. |                       |       |             |                    |                                                    |
| Pos. | Jugador               | Part. | Temp.       | Equipo de debut    | Otros clubes                                       |
| 1 | Pim Doesburg          | 687   | 1962 - 1987 | Sparta Róterdam    | P. S. V.                                           |
| 2 | Jan Jongbloed         | 684   | 1959 - 1986 | A. F. C. DWS       | F. C. Ámsterdam, S. V. Roda J. C., Go Ahead Eagles |
| 3 | Piet Schrijvers       | 576   | 1966 - 1985 | F. C. Twente       | A. F. C. Ajax, PEC Zwolle                          |
| 4 | Sander Boschker       | 561   | 1989 - 2014 | F. C. Twente       |                                                    |
| 5 | Eddy Treijtel         | 554   | 1964 - 1985 | Feyenoord Róterdam | Alkmaar Zaanstreek                                 |
| 6 | Willy van der Kuijlen | 544   | 1964 - 1982 | P. S. V.           | M. V. V. Maastricht                                |
| 7 | Danny Blind           | 537   | 1979 - 1999 | Sparta Róterdam    | A. F. C. Ajax                                      |
| 8 | Edward Metgod         | 519   | 1979 - 1997 | H. F. C. Haarlem   | Sparta Róterdam                                    |
| 9 | Willy van de Kerkhof  | 512   | 1970 - 1988 | F. C. Twente       | P. S. V.                                           |
| 10 | Aad Mansveld          | 505   | 1964 - 1982 | ADO Den Haag       | Feyenoord Róterdam, F. C. Utrecht                  |

## Entrenadores campeones de la Eredivisie
- Entrenadores con al menos tres títulos en la Eredivisie.

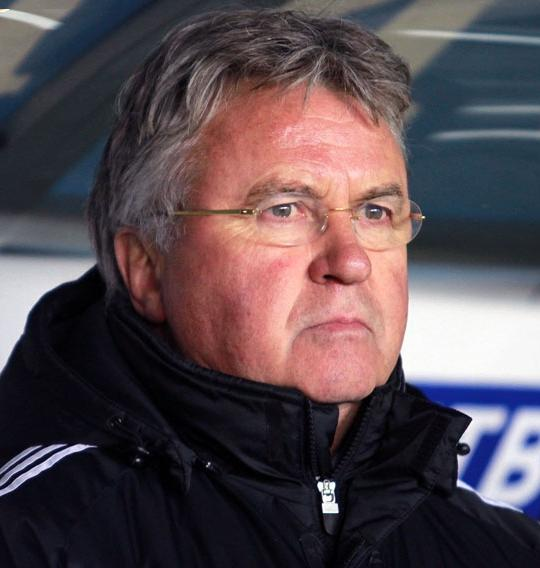
Guus Hiddink ha conseguido 6 veces el título de la Eredivisie con el PSV Eindhoven.

| Técnico        | Títulos | Años campeón                       |
| -------------- | ------- | ---------------------------------- |
| Guus Hiddink   | 6       | 1987, 1988, 1989, 2003, 2005, 2006 |
| Rinus Michels  | 4       | 1966, 1967, 1968, 1970             |
| Louis van Gaal | 4       | 1994, 1995, 1996, 2009             |
| Frank de Boer  | 4       | 2011, 2012, 2013, 2014             |
| Kees Rijvers   | 3       | 1975, 1976, 1978                   |
| Leo Beenhakker | 3       | 1980, 1990, 1999                   |
| Ronald Koeman  | 3       | 2002, 2004, 2007                   |
| Phillip Cocu   | 3       | 2015, 2016, 2018                   |
| Erik ten Hag   | 3       | 2019, 2021, 2022                   |